# Chiesa di San Giovanni Battista (Zone)
La chiesa di San Giovanni Battista è un edificio di culto di Zone, in provincia e diocesi di Brescia, e inserita nella zona pastorale del Sebino
L'edificio conserva la pala posta sull'altare maggiore opera seicentesca di Andrea Fantoni.

## Storia
La chiesa fu edificata nel XVI secolo nell'antica località di Zuzano poi Zone, dove in precedenza vi era un edificio di misure inferiori dedicato a san Giovanni. La chiesa fu elevata nel 1567 a parrocchiale dal vescovo Domenico Bollani, spostandola dall'antica chiesa di San Giorgio. Questo portò a un iniziale ricostruzione dell'edificio dal 1573 che fu ultimato nel 1578. L'edificio però non rispondeva già più alle esigenze della popolazione e già nel 1680 fu ampliata e rimodernata in stile neoclassico con l'aggiunta di arredi di pregio grazie all'allora rettore don Bartolomeo Belotti. La nuova chiesa fu consacrata nel 1717. L'altare maggiore fu posto nel 1758 in marmi policromi. L'organo a canne, lavoro del bresciano Egidio Sgritta fu collocato nel 1880.
La chiesa fu completata con la posa degli altari e le decorazioni, per la loro realizzazione fu chiesta la presenza degli artisti migliori sul territorio bresciano. 
Nel 1914 l'edificio fu nuovamente ampliato con la creazione della nuova facciata, e l'intero edificio fu oggetto di restauro conservativo durante il XX secolo.

## Descrizione

### Esterno
L'edificio di culto è posto centrale alla località, con la semplice facciata a capanna che si affaccia direttamente sulla viabile cittadina senza sagrato. Quattro lesene in muratura coronate da capitelli tuscani dividono in tre sezioni il fronte principale con l'ingresso posto centralmente completo di paraste e architrave aggettante in pietra di Sarnico. Superiore vi è un'ampia apertura atta a illuminare la navata interna. Il frontone composto da timpano triangolare conclude la facciata. La facciata laterale sinistra, anticipata da una zona pavimentata in ciottolato, ospita il protiro con tre aperture a tutto sesto con due colonne in pietra che reggono la copertura e la volta a crociera e che precedono l'ingresso laterale. Questa parte si affaccia sulla piazza dove è presente anche l'edificio settecentesco, a pianta ottagonale edificato a fini battesimali e poi dedicato alla Madonna. La facciata conserva l'affresco opera di Domenico Voltolini.

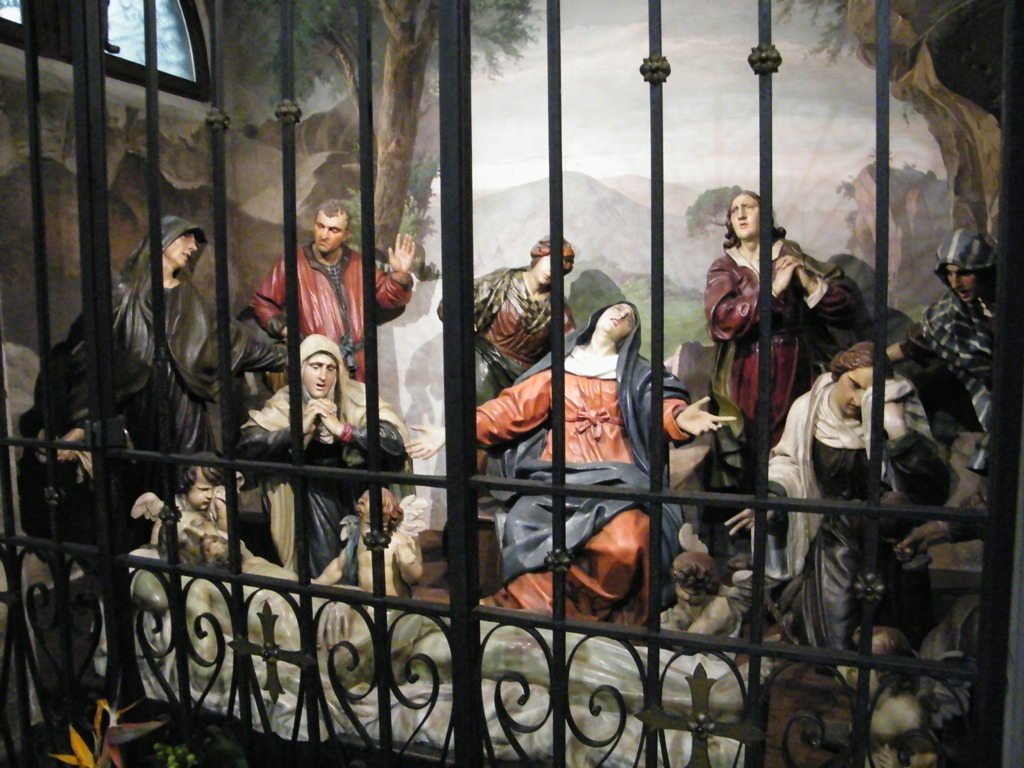
Compianto di Andrea Fantoni - Chiesa San Giovanni Battista - (Foto Luca Giarelli)

### Interno
L'interno a una navata con volta a botte unghiata completamente affrescata e a pianta rettangolare, conserva opere di pregio. L'altare maggiore dedicato al Corpus Domini conserva la mensa in marmi policromi e l'ancona lignea scolpita in stile barocco, opera di Andrea Fantoni e Grazioso Fantoni di Rovetta, dove è posta la tela di Francesco Paglia Natività di san Giovanni battista. L'ancona ospita lateralmente, poste su due mensole, le statue dei santi Pietro e Paolo, mentre nella parte superiore vi è al centro l'altorilievo raffigurante la Predicazione di san Giovanni con ai lati le statue dei santi Agostino e Giovanni Crisostomo inseriti in un gruppo di angeli. Al Fantoni è attribuito anche il grande complesso scultoreo Compianto su Cristo morto conservato nella prima cappella a sinistra, composto da dieci statue lignee scolpite a grandezza naturale che compongono la rappresentazione della deposizione di Cristo.
La controfacciata ospita la tela di Pompeo Ghitti raffigurante il Giudizio universale, mentre l'altare della Madonna del santo rosario ospita il dipinto  Madonna con il Bambino e i santi Giovanni Nepomuceno e Luigi Gonzaga  datato 1750 di Francesco Monti. 
La navata unica termina con la zona presbiteriale a pianta quadrata, anticipata dall'arco trionfale, e rialzata da due gradini in marmo. La parte è di misura inferiore rispetto alla navata e ha copertura a botte. Il coro absidato conclude la parte.